# 心境
在心理學中，心境（英語：mood），或稱心態、心情等，是一種情感狀態。與情緒或感覺相反，心境不那麼具體、不那麼強烈並且不太可能被特定的刺激或事件激發或實例化。心境通常被描述為具有正價或負價。換句話說，人們通常談論心情好或心情不好。影響心境的因素有很多（如生理及心理狀態等），這些因素會對心境產生積極或消極的影響。心境構成了人類體驗的背景。
心境也不同於氣質或個性特徵，後者甚至更持久。然而，樂觀和神經質等性格特徵會導致某些類型的心境。長期的心境障礙如臨床抑鬱症和雙相情感障礙被認為是情緒障礙。心境是一種內在的主觀狀態，但通常可以從姿勢和其他行為中推斷出來。 “我們可能會因意外事件而陷入心境，從見到老朋友的快樂到發現伴侶背叛的憤怒。我們也可能就是（單純）陷入心境而已。”
研究表明，一个人的心情可以影响他们如何理解广告所帶來的刺激。  已发现情绪与性别相互作用（考慮其後天建構文化認知及生理、心理狀態等），以影响消费者对信息的处理。

## 心境类型

### 积极心境
积极心境可以由生活的许多不同方面引起，对整体人群有一定的影响。好心情通常被认为是没有确定原因的状态；人们不能准确地确定为什么他们心情很好。当人们又干净的石板、良好的夜间睡眠，并且感受不到他们生活中的压力的时候，他们似乎会有积极心境。
一般来说，积极心境可以提高创造性问题的解决能力和灵活而仔细的思考能力。 一些研究表明，积极心境让人们创造性、自由、更有想象力地思考。积极心境也能帮助那些想得太多和头脑风暴的人。在一个实验中，积极心境诱发的个体增强了远程联想任务（RAT）的表现，而RAT是一项需要创造性解决问题的认知任务。 此外，这项研究还表明，积极心境扩大了注意力选择的广度，便于令手头的任务有用的信息变得更易于使用。因此，更多地获得相关信息有助于成功地解决问题。积极心境也有助于抵制诱惑，特别是在吃垃圾食品方面。
积极心境也被证明对认知也有负面影响。根据文献“积极心境与分心的委婉表达有关”，“也有证据表明，至少当分散注意力的信息存在时，积极心境的人表现不佳”。 该文章指出，外围视野中的其他事情可能容易令积极心境的人分心；例如，如果你想在图书馆学习，你会看到人们不断地走来走去或制造小噪音。这项研究基本上表明，积极心境会更难将注意力集中在手头的工作上。特别是，快乐的人可能比悲伤的人对信息处理的享乐结果更敏感。因此，只有当考虑到信息会威胁到心境时，积极心境才会导致减少处理。相比之下，如果消息处理允许一个人保持或增强一个愉快的状态，那么积极心境不必引起比消极情绪更低水平的消息审查。 假设关于来源的初始信息对与心境相和谐的期望是证实或驳斥的。具体而言，关源可信度或好感度，积极心境可能会导致比消极情绪更积极的期望。因此，积极情绪的人在遇到不可靠来源而不是可靠来源时应该更加惊讶。

### 消极心境
与积极心境一样，消极心境对人的身心健康有重要影响。情绪是一种基本心理状态，它可以作为一个事件的反应发生，也可以在没有明显的外部原因的情况下浮现。由于没有引起消极心境的意向对象，心境不会有具体的开始和停止日期。它可以持续数小时、数天、数周或更长时间。消极心境可以操纵个体如何解释和翻译周围的世界，也可以指导他们的行为。
消极心境会影响个体对事物的判断和感知。 Niedenthal和Setterlund（1994）进行的一项研究表明，人会感知与他们目前的心情一致的事物。消极心境（大多是低强度的）可以控制人类如何感知情绪一致的物体和事件。例如，Niedenthal和Setterland用音乐来诱导积极和消极的心境。悲伤的音乐被用作诱发消极心境的刺激，参与者将其他事物标记为消极的。这些消极心境可能会导致社交关系方面的问题。 例如，有一种不良消极心境调节是，夸大消极心境以引起他人的支持和反馈，并保障自己存在感的过度活动做法（overactive strategy）。另一种不良消极心境调节是，压抑消极心境并疏远他人，以避免他人不在而造成的沮丧和焦虑的阻塞做法（disabling strategy）。
消极心境大多数与抑郁、焦虑、暴戾、自卑、生理上的压力和性冷淡有关。但是有证据表明，某些人在体验压抑感或焦虑时，他们更能被激发性欲。总的来说，男性比女性更能在上述情况下感受到性刺激。消极心境经常被打上“无用”的标签，因为它可以影响一个人处理信息的能力；令他们只关注消息的发送者。而当人们处于积极心境下，他们就能同时关心信息的内容与信息的发送者。这会造成人们社交上的障碍。
焦慮等消极心境经常会让人错误判断自己的身体状况。爱荷华大学的教授Jerry Suls表示，人们在感受压抑和焦虑时会穷思竭虑。虽然人的情感状态可以影响人体的生理机能，但这些受影响的人却不是疑病症患者。
尽管消极心境经常被认为是不好的，但并不是所有的消极心境都是有害的。消极状态解除模型说明了人们有着与生俱来的减少消极心境的方法。人们可以通过做一些诸如帮助别人、微笑一下等其他改善心境的事情（也被称为心境修复措施）来减少自己的消极心境。因此，消极心境可以使人更加乐于助人，因为帮助别人可以减少他自己不好的感觉。

## 影响心情的因素

### 睡眠不足
睡眠与心情之间有着复杂，且未被人们所完全认识的关系。当一个人缺少睡眠时，最常见的现象就是这个人会更容易被激怒，更能感受到压力，不再有往日的活力。“研究表明，即使是短暂的睡眠缺失也能对心情产生显著的影响。宾夕法尼亚大学的研究者们做了一项试验，参加试验的人们在一周中每晚只有4.5小时的睡眠时间，而他们普遍表示，这一周中他们感觉更有压力，感受到了愤怒、沮丧、和心力交瘁。当这些参加试验的人们恢复到了正常的睡眠时间时，他们立马感受到了心情上的巨大变化。” 普遍来说，晚睡的人们比起正常睡眠的人们，有更少的活力和喜悦感。
但是有一部分个例，他们在睡眠缺失后却比平日精力更加充沛，意识更加清醒，心情也更好了。这种结果经常显现在夜猫子，或者心情压抑的人们身上。正因如此，这项研究结果被用来作为治疗重性抑郁障碍的手段之一。

### 营养
现在，越来越多的证据表明，吃更多的水果、蔬菜，能让人们收获更多的幸福感和愉悦的心情。这一证据与社会经济地位、运动、吸烟和身高體重指數（BMI）等人口或健康变量无关。 更多的研究也显示了食用更多的水果与感到冷静、欢乐、活力、积极之间有着明显的因果关系。

### 面部表情
近期的研究表明主动摆出的面部表情可以使身体产生与之相似的情绪。保罗·艾克曼和他的同事研究了情绪的面部表情，发现一些特定的情绪与特定的面部肌肉的运动之间有着一些联系。每个基本的情绪都与一些独特的面部表情有关。表情的感官反馈有助于情感上的感受。例如，微笑一下可以使让你感觉开心一点。面部表情对自我认为的愤怒和快乐有很大的影响，进而会对你的情绪产生影响。艾克曼发现这些情绪的表情在不同文化中是普遍而可以识别的。

## 心境障碍
抑郁、慢性压力、躁郁症等被认为心境障碍。有人认为，这种障碍通常是大脑神经递质中化学失衡造成的。但某些研究的结果却明显与这项表述相悖。

## 社会心境
社会心境，即罗伯特·普莱切特的社会经济学理论中所提出的集体共同心态（Nofsinger 2005; Olson 2006）。这个理念主要用于经济学（投资）领域。
在社会学、哲学与心理学中，群眾行为是形成一种对受关注对象的共同心境。

## 相反
- 刺激